# Ferdi Kadıoğlu
Ferdi Erenay Kadıoğlu (Arnhem, 1999. október 7. –) holland születésű török válogatott labdarúgó, hátvéd. A Premier League-ben szereplő Brighton & Hove Albion játékosa.

## Pályafutása
Ferdi Hollandiában született Arnhemben, hétévesen szülővárosában az AZ 2000-ben kezdte el karrierjét, majd az ESA Rijkerswoerd-ben folytatta, míg 2009-ben csatlakozott a NEC akadémiájára. 2016. augusztus 26-án itt vált profi labdarúgóvá, miután pályára lépett a holland első osztály 2016/17-es idény negyedik fordulójában az AZ Alkmaar otthonában.
Az első profi gólját, október 30-án szerezte a bajnokság 11. fordulójában az Utrecht ellen, amelyen 1–1-re mentette a találkozót.
2018. július első napján igazolt második hazájába Törökországba, a Fenerbahçe együttesébe.
Augusztus 25-én lett nevezve, Phillip Cocu irányítása alatt a Göztepe elleni bajnokin.
December 20-án debütált a Giresunspor vendégeként 5–2-re megnyert török kupamérkőzésen.
2022. május 21-én játszotta a klub színeiben 100. mérkőzését a Yeni Malatyaspor vendégeként 5–0-s győztes találkozón a 2021/22-es bajnokság zárófordulójában.
2023. március 19-én lépett pályára 100-szor a török bajnokságban, az Alanyaspor otthonában megnyert 3–1-s találkozón.

## Válogatott karrier
Kadıoğlu Hollandiában született török apától és holland-kanadai anyától. Ezért jogosult Törökország, Hollandia és Kanada nemzetközi képviseletére.

### Hollandia
Hollandia ifjúsági válogatottja volt.
2021 márciusában Kadıoğlu bekerült a holland U21-es keretbe az U21-es Európa-bajnokságon való részvételre.

### Törökország
2022. január 3-án klubja, a Fenerbahçe bejelentette, hogy a pályafutása során a török válogatottat fogja képviselni.
Május 23-án Stefan Kuntz meghívta a Feröer Szigetek, Litvánia és a Luxemburg elleni Nemzetek Ligája mérkőzésére.
Június 4-én mutatkozott be a 4–0-s győztes Feröer Szigetek elleni mérkőzésen.

## Statisztika
2023. március 19-i állapot szerint.
| Klub             | Szezon           | Bajnokság        | Bajnokság | Bajnokság | Kupa  | Kupa  | Nemzetközi | Nemzetközi | Egyéb | Egyéb | Összes | Összes |
| Klub             | Szezon           | Liga             | Mérk.     | Gólok     | Mérk. | Gólok | Mérk.      | Gólok      | Mérk. | Gólok | Mérk.  | Gólok  |
| ---------------- | ---------------- | ---------------- | --------- | --------- | ----- | ----- | ---------- | ---------- | ----- | ----- | ------ | ------ |
| NEC              | 2016/17          | Eredivisie       | 27        | 4         | 1     | 0     | —          | —          | 3     | 0     | 31     | 4      |
| NEC              | 2017/18          | Eerste Divisie   | 34        | 7         | 3     | 1     | —          | —          | 2     | 0     | 39     | 8      |
| NEC              | Összesen         | Összesen         | 61        | 11        | 4     | 1     | —          | —          | 5     | 0     | 70     | 12     |
| Fenerbahçe       | 2018/19          | Süper Lig        | 0         | 0         | 1     | 0     | —          | —          | —     | —     | 1      | 0      |
| Fenerbahçe       | 2019/20          | Süper Lig        | 23        | 4         | 8     | 2     | —          | —          | —     | —     | 31     | 6      |
| Fenerbahçe       | 2020/21          | Süper Lig        | 26        | 1         | 4     | 0     | —          | —          | —     | —     | 30     | 1      |
| Fenerbahçe       | 2021/22          | Süper Lig        | 28        | 2         | 1     | 0     | 9          | 1          | —     | —     | 38     | 3      |
| Fenerbahçe       | 2022/23          | Süper Lig        | 23        | 1         | 2     | 0     | 10         | 0          | —     | —     | 35     | 1      |
| Fenerbahçe       | Összesen         | Összesen         | 100       | 8         | 16    | 2     | 19         | 1          | —     | —     | 135    | 11     |
| KARRIER ÖSSZESEN | KARRIER ÖSSZESEN | KARRIER ÖSSZESEN | 161       | 19        | 20    | 3     | 19         | 1          | 5     | 0     | 205    | 23     |

1. 1 2  Mérkőzése(i) a(z) Eredivisie Play offs-ban
2. ↑  A(z) Európa Ligában hétszer, a(z) UEFA Európa Konferencia Ligában kétszer lépett pályára, és egy gólt szerzett
3. ↑  A(z) Bajnokok Ligája selejtezőjében kétszer, a(z) Európa Ligában nyolcszor lépett pályára

### A válogatottban
2022. november 16-i állapot szerint.
| Törökország | Törökország | Törökország |
| Év          | Mérk.       | Gólok       |
| ----------- | ----------- | ----------- |
| 2022        | 7           | 0           |
| 2023        | 1           | 0           |
| Összesen    | 8           | 0           |